# Thomas John McDonnell
Thomas John McDonnell (* 18. August 1894 in New York City, Vereinigte Staaten; † 25. Februar 1961) war ein US-amerikanischer römisch-katholischer Geistlicher und Koadjutorbischof von Wheeling.

## Leben
Thomas John McDonnell empfing am 20. September 1919 das Sakrament der Priesterweihe für das Erzbistum New York.
Am 2. Juli 1947 ernannte ihn Papst Pius XII. zum Titularbischof von Sela und zum Weihbischof in New York. Der Erzbischof von New York, Francis Joseph Kardinal Spellman, spendete ihm am 15. September desselben Jahres die Bischofsweihe; Mitkonsekratoren waren der Erzbischof von Boston, Richard James Cushing, und der der Koadjutorbischof von New York, James Francis McIntyre.
Am 7. Mai 1951 ernannte ihn Papst Pius XII. zum Koadjutorbischof von Wheeling. In diesem Amt starb er 1961. Seine letzte Ruhestätte fand er in der Grabkapelle der Bischöfe von Wheeling auf dem Mt. Calvary Cemetery.